# Schürzenjäger (Band)
Die Schürzenjäger, bis 1996 Zillertaler Schürzenjäger, wurden 1973 gegründet und waren eine der kommerziell erfolgreichsten Musikgruppen Österreichs. Am 21. Juli 2007 fand das Abschiedskonzert statt.

## Bandgeschichte
Wie Slavko Avsenik und seine Original Oberkrainer gingen sie aus der Anpassung der regionalen Tanzmusiker an die geänderten Bedingungen der Medienkultur, Stichwort Musikantenstadl, hervor. Sie entwickelten sich im Lauf der Zeit von Interpreten traditioneller Musik mit modernem Instrumentarium zu einer Band, deren Repertoire vom volkstümlichen Schlager über Pop bis zum Rock reicht. Ihre ersten großen Hits hatten sie 1987 mit Sierra Madre (einer Coverversion von Ronnys Sierra Madre del Sur) sowie der 1991 auf dem Album Zillertaler Schürzenjäger '92 veröffentlichten Zillertaler Hochzeitsmarsch genannten Interpretation einer traditionellen Volkstanzmelodie. Den kommerziell größten Erfolg hatten sie mit dem rocklastigen 1996er Album „Träume sind stärker“, welches mehrfach ausgezeichnet wurde und in den deutschen Album-Charts bis auf Platz 6 vorrückte.
Der Wegfall des Zusatzes „Zillertaler“ resultiert zum einen daraus, dass in der 1996er Bandbesetzung nur noch vier von zehn Mitgliedern (Gastmusiker eingerechnet) aus dem Zillertal waren (Peter Steinlechner, Alfred Eberharter sen., Willi Kröll und Freddy Pfister), zum anderen wurden sie zu der Zeit mit anderen Bands, die den Zusatz „Zillertaler“ im Namen trugen, verwechselt.

### Stiländerung
Mit ihrem kommerziell erfolgreichen Weg wurden die Schürzenjäger in Österreich zum Inbegriff der Spaltung zwischen der so genannten Volksmusikpflege und der volkstümlichen Musik. Der Erfolg des Zillertaler Hochzeitsmarsches wurde von der Volksmusikpflege als Missbrauch kulturellen Erbes gesehen, nicht als Erfolg regionaler traditioneller Musik. Mit dem Einstieg des Schlagzeugers Patrick Cox bei der Band wurde begonnen, die Stilrichtungen Schlager, welchen die Schürzenjäger zu dieser Zeit spielten, und Rock / Hard Rock – aus dieser Szene kommt Cox – miteinander zu vermischen. Vor allem in den 1990ern gab es auf den Konzerten jeweils ein mehrminütiges Medley, bei dem zahlreiche Rock-Klassiker wie beispielsweise (I Can’t Get No) Satisfaction, Lady in Black und We Will Rock You gecovert wurden. Auch eigene Songs wurden mit der Zeit immer wieder neu interpretiert, so wurden vor allem der Hochzeitsmarsch und der „Timple Boarischer“ im Lauf der Jahre immer rockiger vorgetragen, vgl. hierzu z. B. den Zillertaler Hochzeitsmarsch auf den Live-Alben 20 Jahre Zillertaler Schürzenjäger und 30 wilde Jahre. Vor allem in den späten 1990ern wurden die Alben immer rocklastiger, während in den letzten Jahren der Band wieder vermehrt beide Stilrichtungen miteinander vermischt wurden.
Alljährlich zelebrierten die Schürzenjäger für ihre Fans im August in Tirol (meist in Finkenberg, während der späten 1990er Jahre aber auch an anderen Orten, z. B. Walchsee 1997) eines der größten Open-Air-Konzerte Österreichs. Beispielsweise hatte das Abschlusskonzert zur Träume-sind-stärker-Tournee im Jahr 1996 etwa 100.000 Besucher.

### Auflösung
Im Jahr 2007 fand die letzte Tournee Lust auf mehr mit großem Finalkonzert, dem Abschieds-Alpen-Air 2007 in Finkenberg am 21. Juli statt. Tags zuvor wurde das Abschlussalbum Schürzenjäger 07 – Das Beste zum Abschied veröffentlicht. Die Titel dieser CD wurden beim letzten Open Air in Finkenberg gespielt. Das letzte Konzert in Deutschland fand am 14. Juli 2007 in Uelsen, Grafschaft Bentheim, im Westen Niedersachsens statt.

## Bandmitglieder

### Letzte Besetzung

#### Peter Steinlechner
Peter Steinlechner (* 9. Jänner 1953 in Mayrhofen) gründete zusammen mit Eberharter bereits Ende der 1960er Jahre die Bands Los Alfredos und L’Equipe 2000. Er war Bandleader, Sänger, Songschreiber und Gitarrist der Band und hat zwei Töchter, Anita und Petra. Seine Frau Anni starb am 18. August 1992 36-jährig an den Folgen eines Herzinfarktes. Lieder, wie „Jeden Herzschlag wert“ oder „Sollt halt net so bleiben“ basieren auf diesem Ereignis. Nach der Auflösung der Band zog Steinlechner nach Kanada. Laut eigenen Angaben ist er aber ein bis zweimal im Jahr im Zillertal, um alte Freunde zu besuchen. Er hat noch Kontakt zu Alfred Eberharter und gab diesem die Erlaubnis, ab 2007 erneut unter dem Namen Schürzenjäger auf Tour zu gehen.

#### Alfred Eberharter
Alfred Eberharter (* 7. November 1951 im Mayrhofener Ortsteil Ginzling) musizierte bereits regelmäßig in seiner Jugend im Gasthof seiner Eltern. Bei der Gründung der Schürzenjäger 1973 übernahm er die wirtschaftlichen Belange der Band unter dem Namen Tramplan Company. Er ist Bassist und Akkordeonspieler in der Band und malt nebenher. 2004 wurden seine Bilder in einer Innsbrucker Vernissage ausgestellt. Verheiratet ist er mit Steinlechners Schwester Elisabeth, mit der er zwei Kinder (Alfred jr. und Daniela) hat. Eberharter gibt als musikalisches Vorbild die Rolling Stones an. Er spielte in der Gruppe E-Bass, Steirische Harmonika und sang auch ab und an mal.

#### Patrick Cox
Patrick Cox wurde am 13. Dezember 1960 in München als Sohn eines US-amerikanischen Soldaten und einer Deutschen geboren. Von 1963 bis 1972 lebte er mit seiner Familie in den Vereinigten Staaten. Danach zogen sie zurück nach München. Er besuchte ein Internat in Ising am Chiemsee, wo er 1976 in der Schulband „The Flames“ spielte. Später spielte er in verschiedenen Münchner und Tiroler Bands wie der Speedy Weekend Band und absolvierte daneben eine Lehre als Musikalienhändler. 1982 zog er nach Tirol, wo er für die Band Revenge bis zu deren Auflösung als Gitarrist spielte. Danach arbeitete er einige Zeit als Studiomusiker und Tontechniker, erst für Demo-Aufnahmen, später auch für die Verlage Tyrolis und MCP, in denen hauptsächlich volkstümliche Musik produziert wurde. Dort lernte er 1989 den Schürzenjäger-Produzenten Halef Krug kennen, der ihm vorschlug, bei der Band vorstellig zu werden. Cox spielte allerdings zu der Zeit in der Combo Delago als Gitarrist und war zunächst nicht interessiert, Volksmusik zu spielen. Das Treffen mit Bandleader Steinlechner verlief dennoch positiv. Kurz darauf begannen sie, den volkstümlichen Klang der Schürzenjäger mit Cox’ Rockstil zu vermischen. Er war bis zur Auflösung Schlagzeuger, Gitarrist und Sänger der Band.
Er ist derzeit als Sänger und Leadgitarrist bei seinem Soloprojekt „Patrick Cox“ und als Musikproduzent tätig. Seine Mitmusiker sind: Frank Stimpfig (Bass, Gesang), Wolfram Hentschel (Rhythmusgitarre, Gesang), Günter Schmuck (Keyboards) und Claus Mehling (Schlagzeug). Im August 2009 wurde die Single „Barfuss tanzen“ veröffentlicht. Außerdem ist er Chefeinkäufer für Gitarren und Zubehör in Europas größtem Musikhaus Thomann in Treppendorf. 
Seit 2024 ist er Gitarrist der bayerischen Band Relax.

#### Alfred Eberharter jr.
Alfred Eberharter jr. wurde am 24. April 1979 in Innsbruck geboren, seine Eltern sind Alfred sen. und Elisabeth Eberharter. Im Alter von sieben Jahren begann er Ziehharmonika zu spielen und nahm dafür auch Unterricht. Mit zehn fing er an Klavier zu spielen. Nach seiner Matura 1998 wollte er an der Universität Graz Musik und darstellende Kunst in der Abteilung Jazz studieren, allerdings war die Anmeldefrist bereits abgelaufen. So nahmen ihn sein Vater und Steinlechner als Gastmusiker auf die 25-Jahre-Tour der Schürzenjäger mit, wofür er die Percussion-Instrumente lernte. Er begann 1999 sein Studium und setzte es später in Linz fort, nachdem er weiterhin mit der Band auf Tournee ging. Von 1998 bis 2001 war er ein Gastmusiker der Band. Seitdem war er bis zum Schluss Schlagzeuger, Bassist und Percussion-Spieler der Band, nebenher Schlagzeuger bei der Partyband V.I.A. und betreibt ein eigenes Tonstudio.

#### Christof von Haniel
Christof von Haniel (* 18. Februar 1960 in München als Christof Linckh) wuchs zunächst im Münchener Stadtteil Schwabing auf und nahm ab seinem sechsten Lebensjahr Klavierunterricht am Klavierseminar Waltershausen. Zuerst wollte er Toningenieur werden, verfolgte dieses Ziel jedoch nur noch halbherzig und entschied sich mit 18 Jahren für die Laufbahn eines professionellen Musikers. Von 1980 bis 1985 tourte er mit der Showband Universe, die folgenden Jahre arbeitete er als Studiomusiker, u. a. für Peter Schilling und Jürgen Drews. 1992 heiratete er Andrea von Haniel, mit der er seit 1983 befreundet ist. Das Paar hat zwei Kinder, Anja und Robin. Er war seit 1999 Gastmusiker und ab 2001 ständiges Mitglied der Schürzenjäger und spielte dort Keyboard und Akkordeon. Von Haniel war zwischenzeitlich Mitglied der Band „Patrick Cox“, die er im März 2009 wieder verließ. Von 2010 bis 2016 war er festes Mitglied der Band „Rauschhardt“ (u. a. mit Jäcki Reznicek von SILLY am Bass), mit der er das Album „Free Falling“ veröffentlichte.

### Ehemalige Mitglieder

#### Willi Kröll
Willi Kröll (* 8. September 1949 in Mayrhofen-Ginzling) war von 1973 bis 2000 für die Schürzenjäger tätig, in denen er Akustische Gitarre spielte, ab und zu sang und für Jodler zuständig war. Daraufhin wechselte er zuerst zu den „Skilehrern“, danach zu den „Zillertaler Gipfelstürmern“, mit denen er wieder volkstümliche Musik produziert. Seine Hobbys sind u. a. Bergsteigen und Skifahren.

#### Freddy Pfister
Freddy Pfister (* 13. Jänner 1962 in Zell am Ziller) spielte von 1986 bis 1998 Akkordeon, Keyboard und Hammond für die Schürzenjäger. 1998 wurde er, weil er 1999 zusätzlich ein eigenes Projekt durchführen wollte, von Peter Steinlechner fristlos entlassen und gründete die Gruppe HOI!. Heute tourt Pfister mit seinem eigenen Trio, der „Freddy Pfister Band“, durch Deutschland, Holland, Österreich und Italien. Er ist Vater von zwei Töchtern.

#### Günter Haag
Günter Haag (* 25. Oktober 1962 in Wien) spielte von 1992 bis 1996 als E-Gitarrist bei der Band. 1998 kam er zur Gruppe „HOI!“. Seit 2003 wohnt er in Wiesbaden und leitet Mediabid, die Abteilung für digitale Medien der Auktion & Markt AG.

#### Florian Leis-Bendorff
Florian Leis-Bendorff (* 22. Oktober 1969 in Hamburg; † 4. Oktober 2005 im Landkreis Harburg) war von 1996 bis 2005 als Gitarrist  fest in der Gruppe, für die er seit 1992 schon als Studiomusiker tätig war. Nach Günter Haags Ausstieg 1996 stand er als Nachfolger auf der Bühne. Am 4. Oktober 2005 erhängte er sich in seiner Wohnung, die Gründe sind unbekannt.

### Gastmusiker

#### Christian Dzida
Christian Dzida (* 13. September 1969 in Schwaz/Tirol; † 2. November 2009 bei Peine) war von 1995 bis 1998 Livemusiker bei der Band und spielte dort Keyboard. 1999 wechselte er zur Gruppe „HOI!“. Ab 2000 konzentrierte er sich auf seine Arbeit als Produzent und Unternehmer im Film- und Showbereich und arbeitete zuletzt an neuen Entertainment-Ideen wie der „Cine Show“, einer neuartigen Kombination von Kino mit Musical/Bühnenshow. Er starb am 2. November 2009 durch einen selbst verschuldeten Verkehrsunfall auf der Bundesautobahn 2 in der Nähe von Peine.

#### Nils Tuxen
Nils Tuxen spielte von 2001 bis 2007 Pedal Steel und Gitarre bei der Band. Er ist als Studio- und Live-Musiker viel unterwegs, unter anderem mit Konstantin Wecker, zum Beispiel bei Wut und Zärtlichkeit (Live). Ende der 1970er war Nils Tuxen auch Gastmusiker bei der Gruppe Truck Stop. 2014 spielte er einige Instrumente auf dem Album I’ve done it all – Vol. 1 (Ich habe alles schon einmal gemacht) von Cisco Berndt.

## Diskografie
| Jahr | Titel                                     | Höchstplatzierung, Gesamtwochen, AuszeichnungChartplatzierungen (Jahr, Titel, Platzierungen, Wochen, Auszeichnungen, Anmerkungen) | Höchstplatzierung, Gesamtwochen, AuszeichnungChartplatzierungen (Jahr, Titel, Platzierungen, Wochen, Auszeichnungen, Anmerkungen) | Höchstplatzierung, Gesamtwochen, AuszeichnungChartplatzierungen (Jahr, Titel, Platzierungen, Wochen, Auszeichnungen, Anmerkungen) | Anmerkungen                                                |
| Jahr | Titel                                     | DE | AT | CH | Anmerkungen                                                |
| ---- | ----------------------------------------- | --- | --- | --- | ---------------------------------------------------------- |
| 1989 | 20 Top-Volltreffer                        | — | — | CH7 Platin · (11 Wo.)CH |                                                            |
| 1990 | Zillertaler Hochzeitsblues                | — | AT2 (20 Wo.)AT | — | Erstveröffentlichung: 8. März 1990                         |
| 1991 | Schürzenjägerzeit                         | DE— GoldDE | AT19 (8 Wo.)AT | — |                                                            |
| 1992 | Teure Heimat                              | — | AT3 (17 Wo.)AT | — | Erstveröffentlichung: 17. August 1992                      |
| 1992 | Live - Folge 2                            | — | AT21 (16 Wo.)AT | — |                                                            |
| 1992 | 20 Jahre Zillertaler Schürzenjäger        | DE26 (31 Wo.)DE | AT6 (21 Wo.)AT | — |                                                            |
| 1992 | Typisch Schürzenjäger                     | DE44 (10 Wo.)DE | AT5 (16 Wo.)AT | — | Erstveröffentlichung: 30. Juli 1993                        |
| 1992 | Rebellion in den Bergen - Live - Folge 3  | — | AT2 (28 Wo.)AT | — |                                                            |
| 1993 | A Weihnacht wie’s früher war              | — | AT65 (1 Wo.)AT | — | Erstveröffentlichung: 2. November 1993 Charteinstieg: 2004 |
| 1994 | Rebellion in den Alpen - Live             | DE— GoldDE | AT17 (9 Wo.)AT | — | Erstveröffentlichung: 28. März 1994                        |
| 1994 | Glory - Hallelujah!                       | DE26 (14 Wo.)DE | AT2 (16 Wo.)AT | — | Erstveröffentlichung: 15. August 1994                      |
| 1996 | Träume sind stärker                       | DE6 Gold · (21 Wo.)DE | AT2 (18 Wo.)AT | CH34 (6 Wo.)CH | Erstveröffentlichung: 19. Februar 1996                     |
| 1997 | Homo erectus                              | DE8 (15 Wo.)DE | AT10 (22 Wo.)AT | CH12 (9 Wo.)CH | Erstveröffentlichung: 17. Februar 1997                     |
| 1998 | 25 Jahre                                  | DE12 (11 Wo.)DE | AT16 (13 Wo.)AT | CH11 (11 Wo.)CH | Erstveröffentlichung: 30. März 1998                        |
| 1999 | Es hört nie auf                           | DE16 (11 Wo.)DE | AT8 Gold · (12 Wo.)AT | CH16 (7 Wo.)CH | Erstveröffentlichung: 1. März 1999                         |
| 2001 | Treff’ ma uns in der Mitt’n               | DE14 Gold · (12 Wo.)DE | AT14 (13 Wo.)AT | CH9 (16 Wo.)CH | Erstveröffentlichung: 19. Februar 2001                     |
| 2002 | Tu’s jetzt!                               | DE31 (6 Wo.)DE | AT26 (8 Wo.)AT | CH64 (4 Wo.)CH | Erstveröffentlichung: 27. September 2002                   |
| 2003 | 30 wilde Jahre                            | DE19 (10 Wo.)DE | AT8 Gold · (12 Wo.)AT | CH36 (11 Wo.)CH | Erstveröffentlichung: 30. Juni 2003                        |
| 2004 | Hinter dem Horizont                       | DE23 (3 Wo.)DE | AT28 (7 Wo.)AT | CH55 (5 Wo.)CH | Erstveröffentlichung: 18. Oktober 2004                     |
| 2006 | Lust auf mehr                             | DE34 (4 Wo.)DE | AT42 (5 Wo.)AT | CH66 (3 Wo.)CH | Erstveröffentlichung: 15. September 2006                   |
| 2007 | Danke für die Wahnsinnszeit               | — | AT18 (13 Wo.)AT | — | Erstveröffentlichung: 20. Juli 1007                        |
| 2007 | Schürzenjäger 07 - Das Beste zum Abschied | DE18 (8 Wo.)DE | — | — | Erstveröffentlichung: 9. November 2007                     |
| 2016 | Das Beste vom Besten                      | DE55 (1 Wo.)DE | AT33 (1 Wo.)AT | CH65 (1 Wo.)CH | Erstveröffentlichung: 29. Juli 2016                        |

### Studioalben
- 1977 Die Zillertaler Schürzenjäger (nur als LP und MC zu erhalten – Tyrolis)
- 1978 Aber heut geht’s auf
- 1979 Grüne Tannen
- 1980 Heut will i lustig sein
- 1981 Wie der Blitz kommt bei uns Stimmung auf
- 1982 I komm heut’ auf a Bussl zu Dir
- 1983 Ich habe Dir zu danken
- 1983 Ohne Jodeln geht die Zenzi nicht gern schlafen
- 1983 Steirische Harmonika (Instrumental)
- 1984 10 Jahre Zillertaler Schürzenjäger
- 1984 Fata Morgana (unter dem Bandnamen WAP die Schürzenjäger)
- 1985 Ein kleiner Blumenstrauß
- 1986 Nimm dir Zeit für Fröhlichkeit
- 1986 Weihnacht mit den Zillertaler Schürzenjäger
- 1987 Sierra Madre
- 1987 Damenwahl zum Zillertaler Hochzeitsmarsch
- 1988 Ischia-Isola Bella
- 1989 Ohne Musig geht nix
- 1989 20 Top Volltreffer
- 1990 Steirische Harmonika 2 (Instrumental)
- 1990 Zillertaler Hochzeitsblues
- 1991 Zillertaler Schürzenjäger ’92 (von BMG)
  - 1999 unter Schürzenjägerzeit von Koch aufgelegt
- 1991 Schürzenjägerzeit (von Tyrolis)
- 1992 Teure Heimat (2 Versionen: BMG + Tyrolis)
  - 2001 von Koch aufgelegt
- 1993 Typisch Schürzenjäger (2 Versionen: BMG + Tyrolis)
  - 2001 von Koch aufgelegt
- 1993 A Weihnacht wie’s früher war (von BMG)
  - 1999 unter Weihnacht & Frieden von Tyrolis aufgelegt
  - 2004 unter A Weihnacht wie’s früher war von Universal aufgelegt
- 1993 20 Jahre Zillertaler Schürzenjäger – Ihre größten Erfolge / 20 Top Volltreffer
- 1994 Glory-Hallelujah! (2 Versionen: BMG + Tyrolis)
- 1994 In Memoriam Hubert Klier - 20 Top Volltreffer
- 1996 Träume sind stärker (2 Versionen: BMG + Tyrolis)
- 1997 Homo Erectus (2 Versionen: BMG + Tyrolis)
- 1998 25 Jahre Schürzenjäger (2 Versionen: BMG + Tyrolis)
- 1999 Es hört nie auf (2 Versionen: BMG + Koch)
- 1999 Weihnacht und Frieden (siehe auch 1993 A Weihnacht wie’s früher war)
- 1999 Schürzenjägerzeit (siehe auch 1991 Zillertaler Schürzenjäger '92)
- 2001 Treff ma’ uns in der Mitt’n (2 Versionen: BMG + Koch)
- 2002 Tu’s jetzt! (2 Versionen: BMG + Koch)
- 2003 Die grossen Polkahits
- 2003 Ihre ersten Erfolge
- 2004 Hinter dem Horizont (2 Versionen: BMG + Koch)
- 2004 A Weihnacht wie’s früher war (siehe auch 1993 A Weihnacht wie’s früher war)
- 2005 Hinter dem Horizont – Premium Edition
- 2005 Weihnachten miteinander
- 2006 Weihnachten miteinander – Premium Edition
- 2006 Lust auf mehr (2 Versionen: BMG + Koch)
- 2007 Schürzenjäger 07 - Das Beste zum Abschied (von BMG)
- 2007 Schürzenjäger – Danke für die Wahnsinnszeit (von Koch)
- 2008 Die schönsten Balladen (2 Versionen: BMG + Koch)

### Livealben
- 1990 Live/Open Air Finkenberg Teil 1
- 1992 Live/Open Air Finkenberg Teil 2
- 1994 20 Jahre Zillertaler Schürzenjäger – Rebellion in den Alpen (2 Versionen: Tyrolis + BMG)
- 2003 30 wilde Jahre
- 2008 Die Besten Live Erfolge

### Sonstige
- 1996 Karaoke

### Singles (Auswahl)
- 1993: Wer die Augen schließt (wird nie die Wahrheit seh’n) (als Teil von Mut zur Menschlichkeit)

### Videoalben
- 1990 Live – Finkenberg Mitschnitt
- 1992 Schürzenjägerzeit
- 1993 20 Jahre Zillertaler Schürzenjäger – Rebellion in den Alpen
- 1996 Träume sind stärker
- 1998 25 Jahre Schürzenjäger – Open Air Walchsee ’97
- 2001 Draußen in der Heimat
- 2002 Tu’s jetzt!
- 2003 30 wilde Jahre
- 2006 Hinter dem Horizont – LIVE
- 2007 Schürzenjäger 07 – Das Beste zum Abschied (Finkenberg 2007)

## Auszeichnungen
- Goldene Europa (27. Dezember 1996)
- Goldene Stimmgabel 1999
- Amadeus-Austrian-Music-Award-Nominierung (2002)
- Oh, Du mein Österreich
- Goldenes Ticket 1994
- Goldene Musikanten 1978
- Verleihung des Schlagerdiamanten 1998
- Das Edelweiß von der Zeitschrift Frau im Spiegel (1992)
- UNHCR Botschafter des guten Willens (5. Juli 1998)
- Goldene Ehrentafel der Gemeinde Finkenberg (21. Juli 2007)